# Erongarícuaro

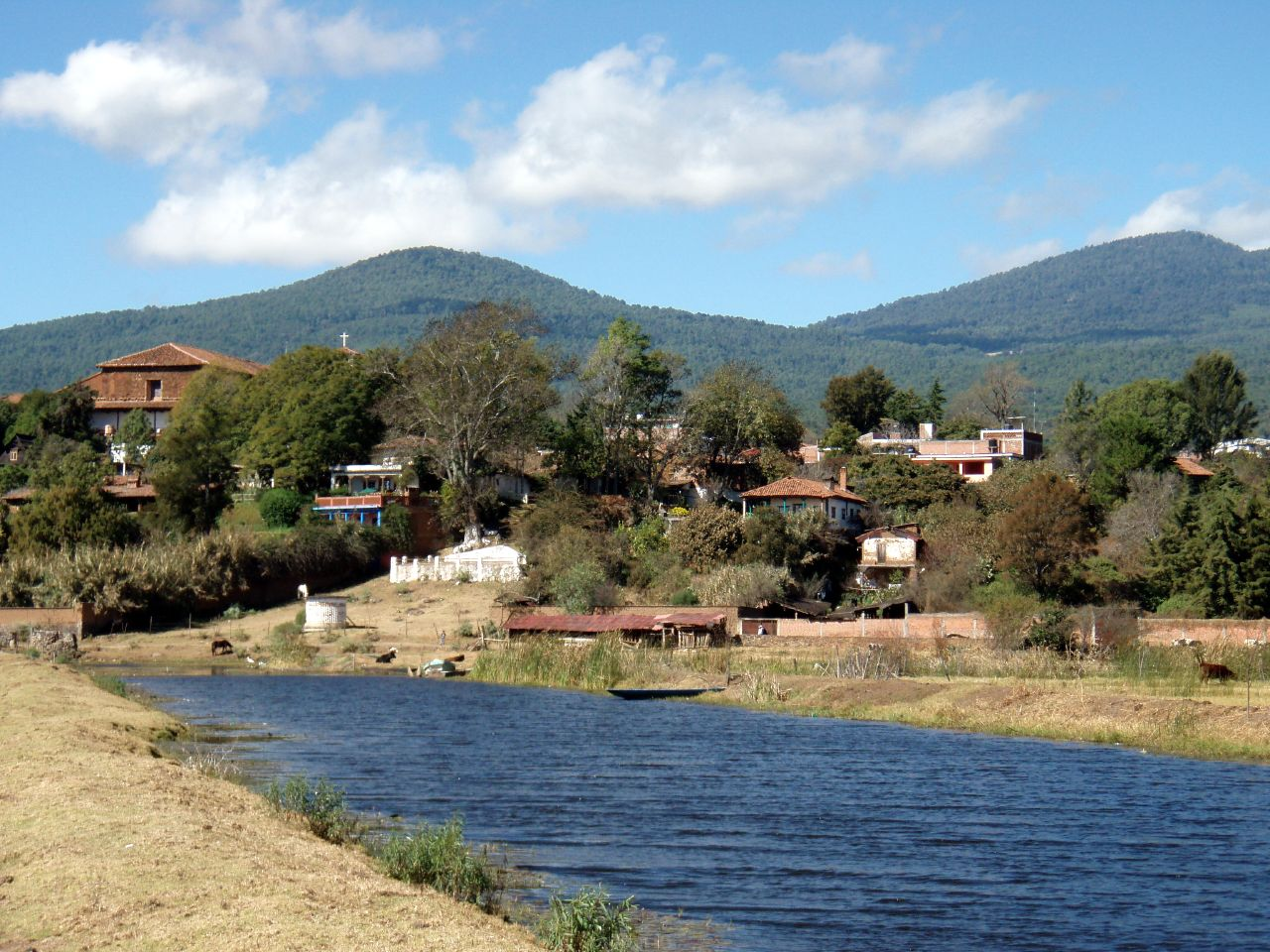
Parque de canotaje de Erongaricuaro, ubicado en la Calle Salazar (libramiento a Páztcuaro)

Erongarícuaro es una localidad de la región del lago de Pátzcuaro, en el estado mexicano de Michoacán, cabecera del municipio homónimo.

## Toponimia
El nombre proviene de una expresión purépecha que significa "lugar de atalaya" o "lugar de espera", como derivación del vocablo erónharhini que se interpreta como "Vigilar, estar a la espera de algo".

## Paisaje urbano
La localidad se encuentra en la ubicación 19°35′17″N 101°43′16″O / 19.58806, -101.72111. La ciudad conserva su ambiente antiguo. Consiste en gran medida de un piso de adobe o de los edificios de yeso sobre ladrillo, con techos de tejas rojas. Las calles son de adoquin. Se viaja a caballo y en coche. La plaza tiene una fuente, un escenario y algunos árboles. Paseando por las calles cuesta arriba, hay un cementerio y una capilla

## Historia
Fue fundado en 1324 por Curateme I. En 1440 funcionaba como puerto y guarnición militar con el fin de controlar la zona poniente del Lago de Pátzcuaro así como el comercio por vía fluvial con Pátzcuaro y Tzintzuntzan. Después de la conquista española a México, en 1540 Erongarícuaro depende de la encomienda de Juan Infante, el templo y el convento se comenzaron a construir en 1567 y se finalizaron en 1581. El 10 de diciembre de 1831, después de formar parte de la jurisdicción de Pátzcuaro, se consolida como cabecera municipal.

## Población
Cuenta con 2721 habitantes, lo que representa un crecimiento promedio de 0.57% anual en el período 2010-2020 sobre la base de los 2573 habitantes registrados en el censo anterior. Ocupa una superficie de 1.851 km², lo que determina al año 2020 una densidad de 1470 hab/km².
| Gráfica de evolución demográfica de Erongarícuaro entre 2000 y 2020 |
|                                                                     |
| Fuente: Instituto Nacional de Estadística Geografía e Informática   |

En el año 2010 estaba clasificada como una localidad de grado medio de vulnerabilidad social.
La población de Erongarícuaro está mayoritariamente alfabetizada (3.53% de personas analfabetas al año 2020) con un grado de escolarización en torno de los 9.5 años. Al 2020, el 4.08% de la población se reconoce como indígena.

## Hermanamientos
- Jovellanos, Cuba[10]